# Edu Soto
Eduardo Soto Moreno (Mataró, Barcelona, 20 de mayo de 1978), más conocido como Edu Soto, es un actor, humorista y cantante español.

## Biografía
Catalán de nacimiento y de padres nacidos y criados en Águilas (Murcia), donde el actor pasó gran parte de su infancia y juventud, Edu Soto se dedicó por completo a la actuación por absoluta vocación. Descubrió su vocación mientras realizaba una obra de teatro para su instituto cuando cursaba educación secundaria, la que tardó 7 años en sacarse repitiendo así varias veces de curso. Aunque uno de sus principales deseos era dedicarse al deporte, principalmente al baloncesto, al que jugaba desde pequeño, no sabía exactamente qué hacer con su vida, así que decidió no presentarse a la prueba de acceso a la universidad y estudiar teatro durante dos años en una escuela privada.
Pocos años más tarde decidió presentarse a un casting de El Terrat animado por un compañero suyo, acudiendo así a la prueba en una entrevista en la que Andreu Buenafuente encarnaba a Jesús Quintero. A Edu le encargaron que interpretara a un friki. Ese mismo día nació Mario Olivetti, personaje que encarnaba en Una altra cosa, y con el que tuvo muchísimo éxito. A partir de ese momento empezó a formar parte del equipo de Buenafuente, y tras ello, consiguió ser uno de los actores cómicos y humoristas más importantes de Cataluña. Actuó en diferentes circos a lo largo de España. Era conocido como el payasete Catalán.
Posteriormente trabajó de nuevo con Andreu Buenafuente en su programa de Antena 3 (posteriormente emitido por La Sexta) con personajes tan conocidos como El Neng de Castefa, el Notario y Miguel Chiclé (parodia de Michael Bublé, que terminó convirtiéndose en Javi Williams, parodia de Robbie Williams, y más tarde en James Bluff, por James Blunt), y que le trajeron la fama a nivel nacional.
Empezó a tomar clases de canto como hobby llegando a tener su propia banda llamada "D2", además escribe teatro y poesía. Asegura que llega siempre tarde a todas partes.
Fue para él todo un honor que lo nombraran pregonero de las fiestas de Vilasar de Mar en el verano de 2004.
En 2004 prestó su voz a Averell Dalton para la versión doblada al castellano de Los Dalton contra Lucky Luke junto con José Corbacho, el cual doblaba a Joe Dalton.
En la edición 2005 de Ja Ja Festival (festival de cine y humor de Zaragoza), Edu se llevó el premio al mejor humorista del año, por la originalidad en la creación de un personaje, su frescura interpretativa y capacidad de sorprendernos.
En 2006 prestó su voz a la ardilla Hammy para la versión doblada al español de Vecinos invasores.
En 2007 presenta el concurso El rey de la comedia, de TVE, junto a Esther Arroyo. 
También en 2007 se estrenó La luna en botella en cines, película que protagoniza Soto.
En 2008 se incorpora al espacio humorístico Boquería 357 junto a Santi Millán, un programa de TV3 donde encarna a distintos personajes.
También en 2008, interpretó a Mortadelo en la película de Mortadelo y Filemón, Mortadelo y Filemón. Misión: Salvar la Tierra, producida coincidiendo con el 50.º aniversario de los personajes protagonistas.
El 5 de febrero de 2009 se incorporó al equipo de la versión española del espacio de humor Saturday Night Live y un año más tarde a Lo que diga la rubia, ambas en Cuatro.
Comienza a dirigir, en septiembre de 2011, el espacio Caserito, caserito en la Cadena COPE de radio. Programa que hacía desde su casa.
Entre 2013 y 2015 participó en el programa de televisión humorísitico Me resbala en el que ha sido ganador cuatro veces. En 2015 concursa en el Talent show de Antena 3 Tu cara me suena donde quedó en segundo puesto y donde demostró sus dotes como cantante.
También en 2015 encabezó el cartel del musical Cabaret, junto a Cristina Castaño, en la versión dirigida por Jaime Azpilicueta. Un año más tarde participa en el montaje de la obra Incendios, de Wajdi Mouawad, junto a Nuria Espert y con dirección de Mario Gas.
Entre marzo y mayo de 2017 presentó el espacio de La 1 de TVE El árbol de los deseos.
En octubre de 2017 participa en la segunda edición de MasterChef Celebrity, junto a sus compañeros José Corbacho o Silvia Abril, entre otros rostros populares de la televisión nacional.
En 2019 fue pregonero del carnaval de Herencia y en ese mismo año presenta la tercera temporada del programa de TVE, El paisano.

## Vida privada
Desde 2014 hasta 2018 mantuvo una relación con la diseñadora Eva Hurtado. La pareja residió en Madrid. En 2019 comenzó una relación con la violinista Cristina Pascual. En junio de 2020 tuvieron su primer hijo en común, un niño llamado Imel, y en mayo de 2022 a su hija, de nombre Nora.

## Personajes

### El Neng de Castefa
El Neng de Castefa es posiblemente el personaje más conocido de Soto. Con él interpretaba a un hombre joven de barrio, vocinglero e hiperactivo, que vivía obsesionado con su coche (al que llamaba "buga") y con convertirse en DJ. Este personaje era una parodia de la tribu urbana de los maquineros de la localidad barcelonesa de Castelldefels (no de la posterior cultura urbana "cani", como reza la creencia popular), relacionada con la cultura bakala del resto de España.
Este personaje era sinónimo con su frase de presentación, «¡Qué pasa, neng!». El nombre neng proviene del vocablo catalán nen, que significa ‘niño’ o ‘nene’ y que coloquialmente toma un significado parecido a tío, mientras que el añadido de la letra -g (pronunciada como la forma del gerundio inglés -ing) le confiere una sonoridad parecida a la empleada en Cataluña por aquellos a los que el personaje parodiaba. Además de ello, El Neng destacaba por su vestuario, consistente en una camiseta verde de mangas amarillas decorada con el carácter chino 能 en la espalda (que se pronuncia de la misma forma en pinyin, neng), pantalones de chándal azules y zapatillas deportivas. También lucía un corte de pelo al rape con patillas afiladas y un par de gafas de sol baratas eternamente subidas sobre la frente.
La popularidad del Neng fue tal que tuvo su propio videojuego para PlayStation 2. Incluso salió a la luz un CD musical (doble CD+DVD) en 2005 con el motivo de su personaje en Buenafuente llamado: ¡Qué pasa Neng!
Los personajes de El Jonan de Baraka y El Txori, interpretados por Javier Antón y Diego Pérez en el programa de humor Vaya semanita, ETB 2, surgieron también a consecuencia de su éxito.

### Otros personajes
- Massa
- Miguel Chiclé (inspirado en Michael Bublé)
- Astronaut
- El Notario
- Miguel Marrón
- David Mecha (inspirado en David Meca)
- Javi Williams (inspirado en Robbie Williams)
- James Bluff (inspirado en James Blunt)
- '8' del número 11811
- David Bisbal
- Mario Olivetti (representante musical)

## Filmografía

### Programas de televisión
| Año                         | Programa                                 | Cadena             | Notas                   |
| --------------------------- | ---------------------------------------- | ------------------ | ----------------------- |
| 2002-2004                   | Una altra cosa                           | TV3                | Colaborador             |
| 2005-2007                   | Buenafuente                              | Antena 3           | Colaborador             |
| 2010                        | Lo que diga la rubia                     | Cuatro             | Colaborador             |
| 2012; 2014; 2016-2017; 2020 | Tu cara me suena                         | Antena 3           | Invitado                |
| 2012; 2016                  | El hormiguero                            | Antena 3           | Invitado                |
| 2014                        | El pueblo más divertido de España        | La 1               | Concursante             |
| 2014                        | Un, dos, ¡chef!                          | Disney Channel     | Invitado                |
| 2014-2015; 2017; 2020-2021  | Me resbala                               | Antena 3           | Concursante             |
| 2015                        | 80 cm                                    | La 2               | Presentador             |
| 2015                        | Zapeando                                 | La Sexta           | Invitado                |
| 2015-2016                   | Tu cara me suena                         | Antena 3           | Concursante             |
| 2017                        | Lolita tiene un plan                     | La 1               | Invitado                |
| 2017                        | MasterChef Celebrity                     | La 1               | Concursante             |
| 2018                        | Tu cara me suena: concierto de Año Nuevo | Antena 3           | Concursante             |
| 2019                        | El paisano                               | La 1               | Presentador             |
| 2020                        | Improvisando                             | Antena 3           | Colaborador             |
| 2021                        | ¿Quién quiere ser millonario?            | Antena 3           | Concursante             |
| 2021                        | LOL: Si te ríes, pierdes                 | Amazon Prime Video | Concursante             |
| 2022                        | Tu cara me suena: concierto de Año Nuevo | Antena 3           | Concursante junto a NIA |
| 2022                        | Esta noche gano yo                       | Telecinco          | Concursante             |

- Una altra cosa (2002-2004) en TV3.
- Homo Zapping (2004-2006) en Antena 3.
- Buenafuente (2005-2007) en Antena 3.
- Boquería 357 (2007- ) TV3.
- Boquería 357 After Sun (2008- ) en TV3.
- Saturday Night Live (2009) en Cuatro.
- Lo que diga la rubia (2010) en Cuatro.
- Land Rober (2010) en Televisión de Galicia.
- La hora de José Mota (Especial fin de año) (2011) en La 1.
- Tu cara me suena (Como Invitado) (2012, 2014) en Antena 3.
- Me resbala (2013-2017) en Antena 3.
- El pueblo más divertido (2014) en La 1.
- Un, Dos, ¡Chef! (2014) en Disney Channel España
- 80cm (2015) en La 2.[16]
- Tu cara me suena (2015-2016) en Antena 3 (Concursante).
- El árbol de los deseos (2017) en La 1.
- MasterChef Celebrity España (2017) en La 1 (Concursante).
- Lolita tiene un plan (2017) en La 1.
- Feliz Año Neox (2017) en Neox.
- El paisano (2019) en La 1.
- Improvisando (2020) en Antena 3 (Músico)
- LOL: Si te ríes pierdes (2021) en Prime Video
- Esta noche gano yo (2022) en Telecinco[17]
- Maestros de la costura Celebrity (2025) en La 1 (Concursante).

### Películas
| Año  | Película                                      | Papel                | Director                 | Género            | Duración |
| ---- | --------------------------------------------- | -------------------- | ------------------------ | ----------------- | -------- |
| 2005 | Tapas                                         | Mormón               | José Corbacho, Juan Cruz | Comedia dramática | 1h 34m   |
| 2005 | Kibris: La ley del equilibrio                 |                      | Germán Monzó             | Acción            | 1h 20m   |
| 2007 | Chuecatown                                    | Luis                 | Juan Flahn               | Comedia           | 1h 40m   |
| 2007 | Pactar con el gato                            | Detective de Sorolls | Joan Marimón             | Comedia dramática | 1h 38m   |
| 2007 | La luna en botella                            | Zeta                 | Eduardo Grojo            | Drama             | 1h 37m   |
| 2008 | Mortadelo y Filemón. Misión: salvar la Tierra | Mortadelo            | Miguel Bardem            | Comedia/Acción    | 1h 34m   |
| 2011 | Mil cretinos                                  | Arcángel Gabriel     | Ventura Pons             | Comedia dramática | 1h 32m   |
| 2014 | El culo del mundo                             | Edu Soto             | Andreu Buenafuente       | Documental        | 1h 20m   |
| 2019 | Perdiendo el este                             | Curro                | Paco Caballero           | Comedia           | 1h 29m   |
| 2019 | Los Rodríguez y el más allá                   | Rodrigo Rodríguez    | Paco Arango              | Comedia           | 1h 56m   |
| 2022 | Toscana                                       | Tomás                | Pau Durà                 | Comedia           | 1h 22m   |
| 2023 | En temporada baja                             | Charly               | David Marqués            | Comedia           | 1h 33m   |
| 2025 | Campamento Garra de Oso                       | Gómez                | Sílvia Quer              | Comedia           | 1h 35m   |

### Series
| Año  | Serie                    | Personaje                            | Cadena                         | Notas        |
| ---- | ------------------------ | ------------------------------------ | ------------------------------ | ------------ |
| 2008 | Cuestión de sexo         | Examinador                           | Cuatro                         | 1 episodio   |
| 2008 | Viva Luisa               |                                      | Telemadrid                     | Miniserie    |
| 2009 | Bicho malo (nunca muere) | Ángel                                | Neox                           | 40 episodios |
| 2011 | Dues dones divines       | Lolo                                 | TV3                            | 12 episodios |
| 2011 | Museo Coconut            | Rosauro                              | Neox                           | 1 episodio   |
| 2013 | Balas perdidas           | Yuri                                 |                                | 1 episodio   |
| 2014 | Águila roja              | Aristócrata                          | La 1                           | 3 episodios  |
| 2015 | B&B, de boca en boca     | Felipe Blasco                        | Telecinco                      | 1 episodio   |
| 2016 | Víctor Ros               | León Cavestany                       | La 1                           | 7 episodios  |
| 2020 | El pueblo                | Genaro Rodríguez "Orestes"           | Amazon Prime Video / Telecinco | 6 episodios  |
| 2020 | El Ministerio del Tiempo | Felipe IV de España y Fabio McNamara | La 1                           | 1 episodio   |
| 2023 | Nacho                    | Tigerman                             | Atresplayer                    | ¿? episodios |
| 2024 | Atasco                   | Fede                                 | Amazon Prime Video             | 6 episodios  |

### Radio
- Caserito, caserito (2011-) Cadena Cope

### Teatro
- Spamalot (2009)
- La cena de los idiotas (2012)
- El lindo Don Diego (2013)
- Como gustéis de Shakespeare en el Teatro Valle Inclan de Madrid (2014)
- Las amistades peligrosas (2015)
- The Hole 2 en el Teatro Circo de Murcia (2015)
- Cabaret en el Teatro Rialto de Madrid (2015-2016)
- Incendios, de Wajdi Mouawad (2016)
- Smoking Room en el Teatro Pavón de Madrid (2017)
- Metamorfosis, de Mary Zimmerman en el teatro clásico de Mérida (2019)
- Charlie y la fábrica de chocolate en el Teatro Espacio Ibercaja Delicias (2022)